# Amanda Peterson
Pour les articles homonymes, voir Peterson.
Amanda Peterson, née le 8 juillet 1971 à Greeley (Colorado) et morte le 3 juillet 2015 dans la même ville, était une actrice américaine.

## Biographie
Amanda Peterson est née à Greeley au Colorado. Elle est la cadette parmi les trois enfants de James Peterson, spécialiste ORL, et de son épouse Sylvia. Amanda Peterson commence sa carrière d'actrice dès l'enfance. Au début de sa carrière, elle a utilisé le nom Mandy Peterson, un diminutif habituellement utilisé par sa famille et ses amis.
En 1985, Peterson obtient son premier rôle notable avec le film Explorers, aux côtés d'Ethan Hawke et River Phoenix.
Amanda Peterson meurt chez elle à Greeley (Colorado), cinq jours avant son 44e anniversaire. L'autopsie a révélé qu'elle est morte d'une surdose accidentelle due à un mélange mortel de médicaments,. Mariée et divorcée deux fois, elle avait deux enfants.

## Filmographie

### Cinéma
- 1982 : Annie, de John Huston : Danseuse
- 1985 : Explorers : Lori Swenson
- 1987 : L'Amour ne s'achète pas (Can't Buy Me Love), de Steve Rash : Cindy Mancini
- 1988 : The Lawless Land : Diana
- 1989 : Une Chance pour tous (Listen to Me) de Douglas Day Stewart : Donna Lumis
- 1990 : Fatal Charm de Fritz Kiersch : Valérie
- 1995 : Vif comme le vent (Windrunner) : Julie Moore

### Télévision
- 1982 : Ricky ou la Belle Vie (Silver Spoons) : Sally Frumbel (1 épisode)
- 1982 : Father Murphy : Elizabeth (1 épisode)
- 1983 : Boone : Squirt Sawyer (1 épisode)
- 1984 : Best Kept Secrets : Gretchen
- 1985 : And the Children Shall Lead : Jenny
- 1986 : A Year in the Life (mini-séries) : Sunny Sisk
- 1986 : Carly Mills :. Trisha Mills
- 1987 : A Year in the Life : Sunny Sisk (22 épisodes)
- 1989 : Love and Betrayal : Stéphanie
- 1990 : Docteur Doogie (Doogie Howser, M.D.) : Bernadette Callen (1 épisode)
- 1991 : Posing: Inspired by Three Real Stories : Abigail Baywood
- 1991 : Hell Hath No Fury : Michelle Ferguson
- 1993 : Jack's Place : Elodie Rayburn (4 épisodes)